# وسوالاد گارشین
وسوالاد میخائیلاویچ گارشین (به روسی: Все́волод Миха́йлович Гаршин) (زاده ۱۴ فوریه ۱۸۵۵ - درگذشته ۵ آوریل ۱۸۸۸) نویسنده داستان‌های کوتاه روسی بود.

## زندگی
فسیوالود میخاییلوویچ گارشین در ۱۴ فوریهٔ ۱۸۵۵ در یکاترینواسلاو زاده شد. تنها هفت ساله بود که شاهد خودکشی نافرجام پدرش بود. در اواخر سال ۱۸۷۲ نخستین نشانه‌های یک نوع بیماری روانی در وی دیده شد. سال ۱۸۷۷ روسیه با عثمانی وارد جنگ شدند. گارشین در همان اولین روز شروع جنگ بود که داوطلبی خود را با ارسال نامه‌ای به ارتش، جهت شرکت در جنگ اعلام کرد و به درجه افسری رسید. در یکی از اولین نبردهایش بود که نویسنده از ناحیه پا زخمی شد. با وجودیکه زخم به نظر بی خطر می‌آمد، گارشین جوان در بقیه عملیات جنگی شرکت نکرده و استعفا داد. گارشین در ۵ آوریل در پی بروز یک حمله عصبی خود را داخل چاه آسانسور پرت کرد و بر اثر جراحات وارده در بیمارستانی در سن ۳۳ سالگی درگذشت.

## آثار
- چهار روز (۱۸۷۷)
- سیگنال (علامت هشدار)
- گل سرخ رنگ (۱۸۸۳)
- افسر و گماشته
- ترسو
- دفترچه خاطرات سرباز ایوانف

## نگارخانه

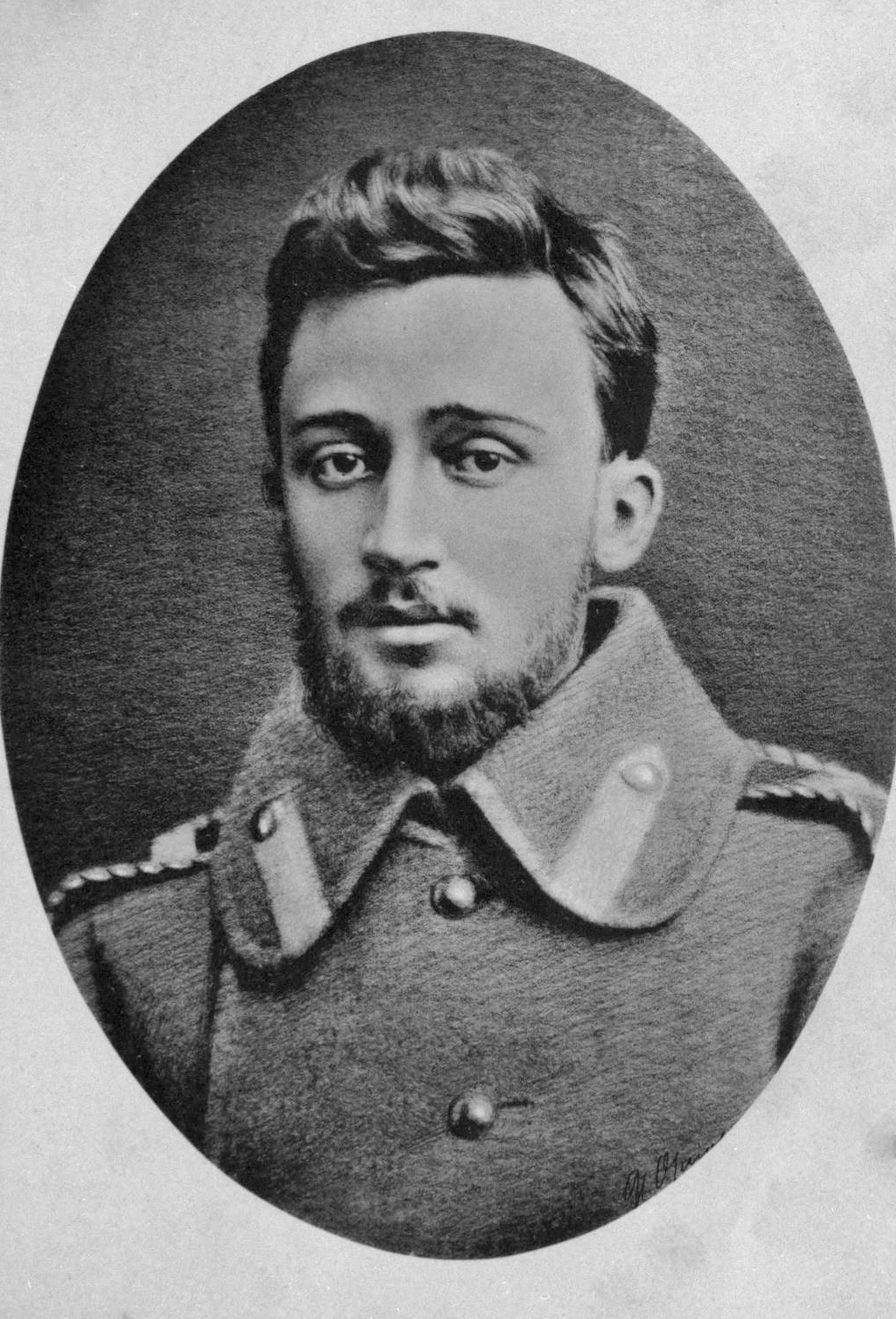
Garshin in 1877, during his service in the Russo-Japanese War
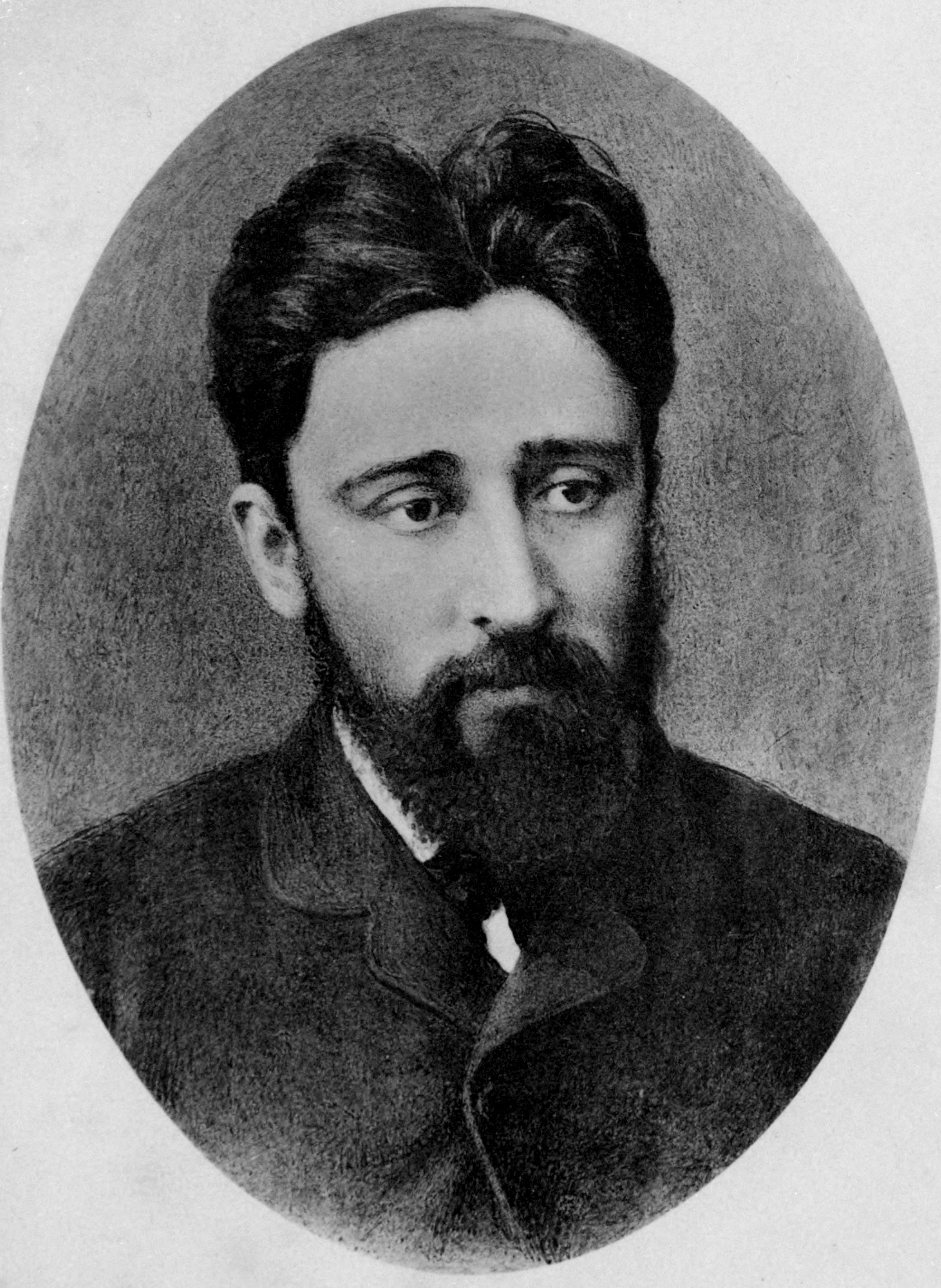
Garshin in 1885
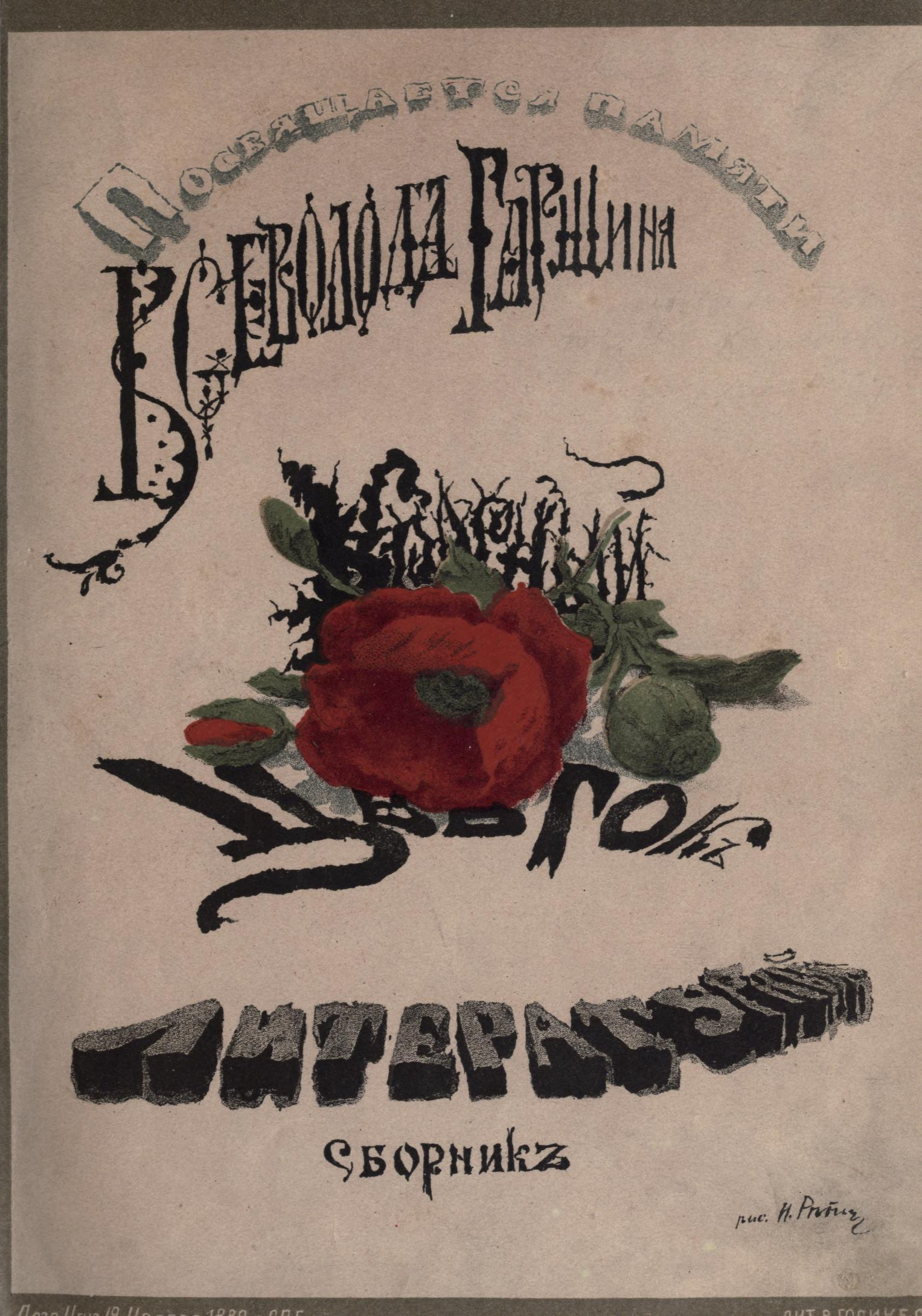
1885 cover of The Red Flower by Garshin
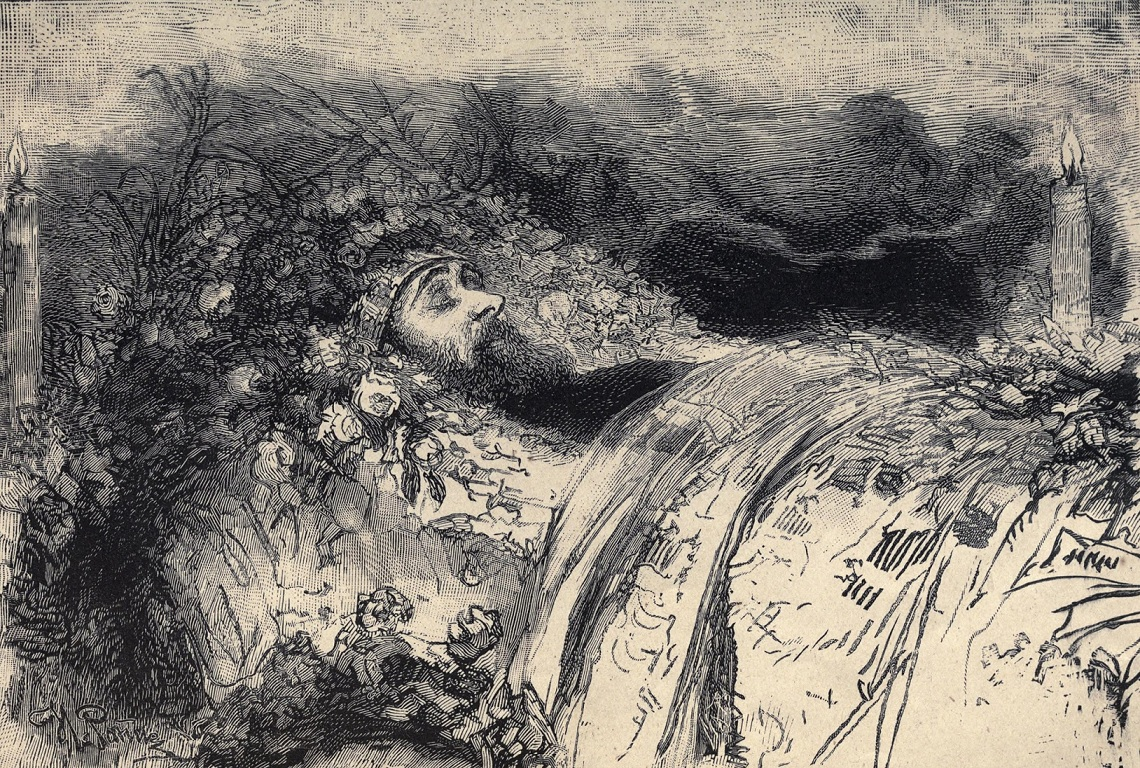
Garshin at his funeral in 1888
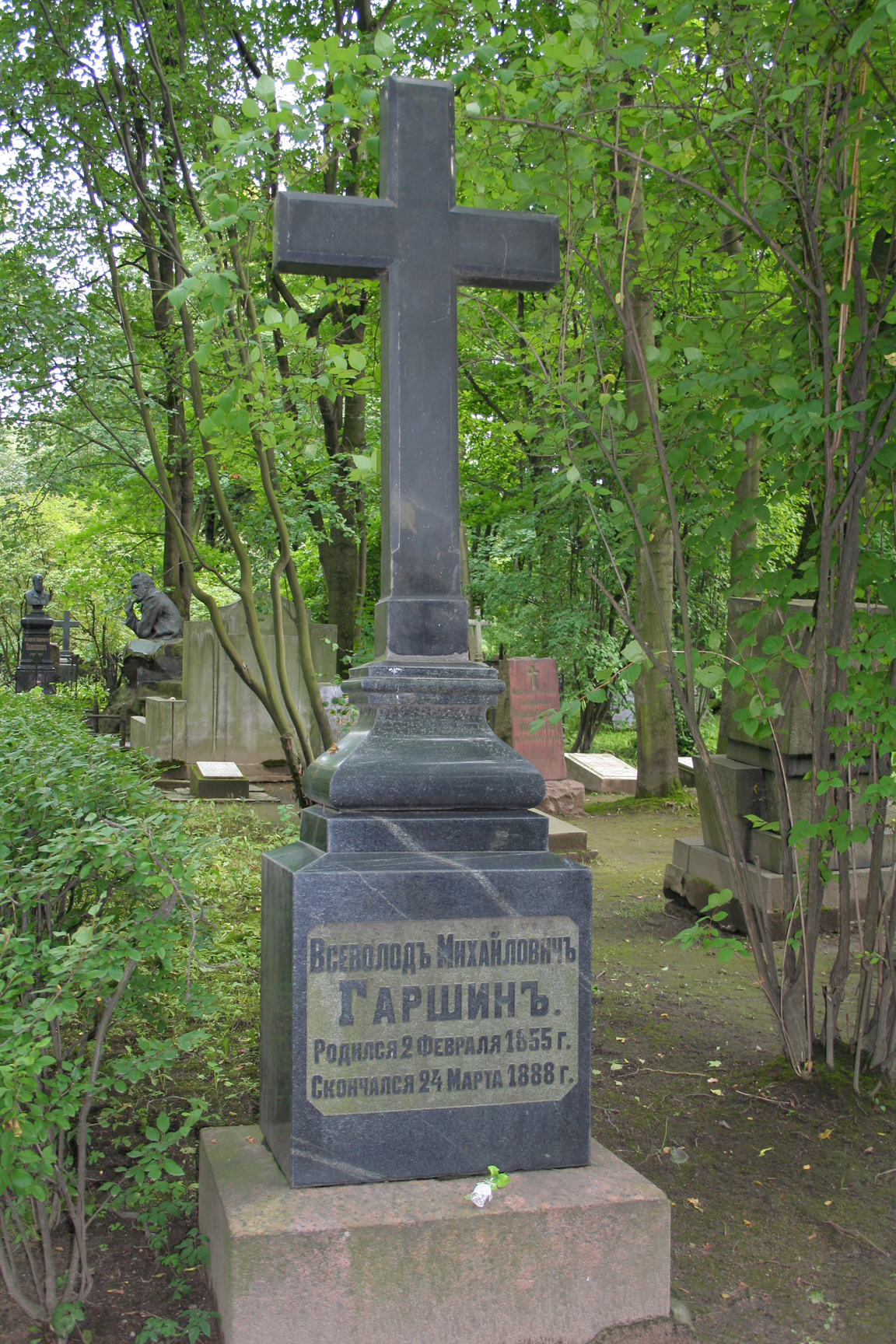
Garshin's grave in Saint Petersburg
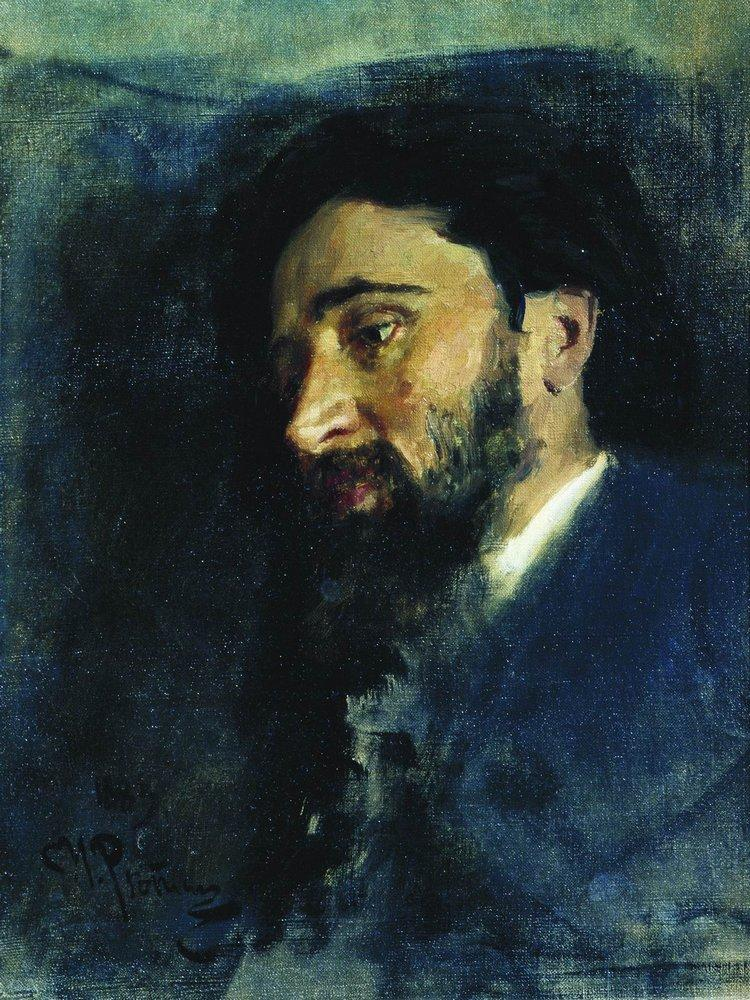
Vsevolod M. Garshin. Portrait by ایلیا رپین (۱۸۸۳)